# Bahnstrecke Václavice–Starkoč
| Kursbuchstrecke (SŽ): | 033                  |                              |                             |
| Streckenlänge: | 2,662 km             |                              |                             |
| Spurweite: | 1435 mm (Normalspur) |                              |                             |
| Streckenklasse: | C4                   |                              |                             |
| Maximale Neigung: | 16,1 ‰               |                              |                             |
| Streckengeschwindigkeit: | 60 km/h              |                              |                             |
| |                      |                              |                             |
| \| \| \| von Choceň (vorm. StEG) \| \| \| \| 0,000 \| Václavice früher Wenzelsberg \| 370 m \| \| \| \| nach Meziměstí (vorm. StEG) \| \| \| \| \| von Jaroměř (vorm. SNDVB) \| \| \| \| 2,662 \| Starkoč früher Starkotsch \| 350 m \| \| \| \| nach Lubawka (vorm. SNDVB) \| \| \| \| \| \| \| \| Quellen: [1][2] \| \| \| \| |                      |                              |                             |
| Strecke |                      | von Choceň (vorm. StEG)      | von Choceň (vorm. StEG)     |
| Bahnhof | 0,000                | Václavice früher Wenzelsberg | 370 m                       |
| Abzweig geradeaus und nach rechts |                      | nach Meziměstí (vorm. StEG)  | nach Meziměstí (vorm. StEG) |
| Abzweig geradeaus und von links |                      | von Jaroměř (vorm. SNDVB)    | von Jaroměř (vorm. SNDVB)   |
| Bahnhof | 2,662                | Starkoč früher Starkotsch    | 350 m                       |
| Strecke |                      | nach Lubawka (vorm. SNDVB)   | nach Lubawka (vorm. SNDVB)  |
| |                      |                              |                             |
| Quellen: |                      |                              |                             |

Die Bahnstrecke Václavice–Starkoč ist eine Eisenbahnverbindung in Tschechien, die ursprünglich von der priv. österreichisch-ungarischen Staatseisenbahngesellschaft (StEG) errichtet und betrieben wurde. Die kurze Verbindungsbahn zweigt in Václavice von der Bahnstrecke Choceň–Meziměstí ab und mündet in Starkoč in die Bahnstrecke Jaroměř–Lubawka ein.
Im Eisenbahnnetz der Tschechischen Republik ist die Strecke als regionale Bahn („regionální dráha“) klassifiziert.

## Geschichte
Am 14. September 1872 erhielt die k.k priv. österreichische Staatseisenbahn-Gesellschaft „das Recht zum Baue und Betriebe einer Locomotiveisenbahn von Chotzen nach Neusorge mit Anschlüssen einerseits über Braunau nach Neurode, andererseits gegen Waldenburg mit einer Zweigbahn von der Strecke Náchod–Neustadt an einen geeigneten Punct der südnorddeutschen Verbindungsbahn“ erteilt. Der Konzessionär wurde zudem verpflichtet, den Bau binnen sechs Monaten nach Konzessionserteilung zu beginnen und innerhalb von drei Jahren „die fertige Bahn dem öffentlichen Verkehre zu übergeben“.
Eröffnet wurde die bereits 1875 fertiggestellte Strecke am 1. Februar 1876  für den Güterverkehr und am 5. Februar 1876 auch für den Reisezugverkehr.
Nach der Verstaatlichung der StEG ging die Strecke am 1. Januar 1908 an die k.k. österreichischen Staatsbahnen kkStB über. Nach dem Ersten Weltkrieg traten an deren Stelle die neu gegründeten Tschechoslowakischen Staatsbahnen ČSD.
Die Bedeutung der Strecke liegt heute vor allem in der direkten Anbindung von Náchod und Meziměstí an die Bezirksstadt Hradec Králové. In dieser Relation verkehren vier Eilzugpaare, die in Starkoč direkten Anschluss an die Eil- und Schnellzüge von und nach Hradec Králové haben.
Der Fahrplan 2008 sah zudem werktäglich 28 Reisezugpaare im Nahverkehr vor, welche in einem angenäherten Halbstundentakt verkehren. Einige dieser Züge werden auch bis Náchod durchgebunden. Eingesetzt werden dafür ausschließlich die bewährten zweiachsigen Triebwagen der ČD-Baureihe 810.
Mittelfristig ist der Ersatz der Strecke durch einen Tunnel in der Relation Jaroměř–Náchod geplant.